# Марина ди Алтидона (Фермо)
Марина ди Алтидона (итал. Marina di Altidona) насеље је у Италији у округу Фермо, региону Марке.
Према процени из 2011. у насељу је живело 2154 становника. Насеље се налази на надморској висини од 15 м.